# Accident d'un Mu-2 dans les îles de la Madeleine
L'accident d'un Mu-2 dans les îles de la Madeleine a eu lieu le 29 mars 2016, au sud-ouest de l'aéroport des Îles, dans le golfe du Saint-Laurent, au Canada. L'appareil, un Mitsubishi MU-2, effectuait le trajet entre l'aéroport de Saint-Hubert et les Îles de la Madeleine, d'une durée de 135 minutes. 

## Chronologie du vol
L'appareil, immatriculé N246W, a décollé de l'aéroport de Saint-Hubert vers 9h30 HAE, pour se diriger vers les îles de la Madeleine sans problèmes.
À 12h43 heure locale (11h43 HAE), l'appareil s'écrase sur l'île du Havre aux Maisons, plus de 2 kilomètres à court de la piste, après une perte d'altitude trop rapide et irrécupérable.

## Victimes
Les 5 passagers et les 2 pilotes sont morts dans l'accident.
- Famille Lapierre : Jean Lapierre, journaliste politique et ancien ministre canadien, sa femme (Nicole Beaulieu), une de ses sœurs (Martine) et deux de ses frères (Marc et Louis), ont tous succombé à leurs blessures. Un passager toujours en vie juste après l'accident est mort plus tard d'une crise cardiaque[2],[3]. Près de mille personnes assiste aux funérailles de la famille le 8 avril 2016[4]. Lors d'une entrevue donnée à Julie Snyder en 2021, la nièce de Jean Lapierre explique être devenue agente de bord en raison de cette tragédie[5].
- Les pilotes : Pascal Gosselin et Fabrice Vetea Labourel. Pascal Gosselin avait co-fondé CAM.org en 1992, le premier fournisseur d'accès Internet commercial au Québec[6]. CAM, une coopérative, a fusionné avec une autre coopérative du nom de Cooptel en 2006.

## Enquête
Le Bureau de la sécurité des transports (BST) a conclu dans son rapport d'enquête publié le 10 janvier 2018 que l'écrasement a été causé par une approche non stabilisée de l'appareil. En réponse à de forts vents arrière, le pilote a modifié son approche pour retarder l'amorce de sa descente. L'appareil s'est alors retrouvé au-dessus du profil de descente prévu, volant encore trop haut avec une vitesse excessive. Les tentatives du pilote pour corriger l'approche ont provoqué un taux de descente élevé combiné à une faible altitude. Durant le dernier segment de la manœuvre, à environ 2,6 km de la piste et à basse altitude, alors que la vitesse s'approchait dangereusement du seuil de décrochage, le pilote a rapidement augmenté la puissance moteur, ce qui a provoqué un abrupt roulement à droite entraînant l'écrasement de l'avion.